# Kostel svaté Kateřiny (Horní Roveň)
Kostel svaté Kateřiny se nalézá se v obci Horní Roveň v okrese Pardubice. Barokní farní kostel je chráněn jako kulturní památka. Národní památkový ústav tento kostel spolu s přilehlým hřbitovem uvádí v katalogu památek pod rejstříkovým číslem ÚSKP 26433/6-2070.

## Historie kostela
První písemná zmínka o kostele v Horní Rovni pochází již z roku 1350, kdy je uváděn mezi kostely odstoupenými biskupství litomyšlskému. V 16. století byli tu kněží podobojí. Roku 1615 se tu uvádí kněz Matěj Zub Tuntolyn (Dentolin) a roku 1620 evangelický farář Jonáš Nuxellus Hořický. Po rekatolizaci měl faru páter Antonín Rulikovský, kvardián kláštera minoritů v Pardubicích, jenž se roku 1658 uvádí též na zvonu filiálního kostela v Platěnicích. K faře rovenské přináležely nějaký čas i kostely v Holicích (do roku 1636), v Moravanech a Ostřetíně.
Podle popisu z roku 1677 byl tehdy kostel dřevěný, měl dva kalichy stříbrné, měděnou monstranci a cínovou křtitelnici.
Dne 30. srpna 1697 byl položen základní kámen k novému kostelu. Roku 1699 byl kamenný kostel dostavěn od italského stavitele Jana Conacrase.

## Popis kostela
Kostel je zděný, jednolodní orientovaný bezvěžový kostel obdélného půdorysu s odsazeným půlkruhově zakončeným presbytářem. Střecha je sedlová s jednoduchým štítem na západní straně, závěrem valbovým s oplechovaným sanktusníkem. Na jižní straně přiléhá předsíň a sakristie, s valbovými střechami. Omítky hladké, fasády člení lizény do tří polí, hlavní římsa bohatě profilovaná, kolem lizén se oblamuje. Kostelní loď s valenou klenbou je obdélná o rozměrech 16,80 x 11,70 m s polokruhovitou apsidou 7,0 x 6,30 m a s obloukovitými okny. Nad vítězným obloukem je umístěn sanktusník s cibulovitou bání. Kostelní kruchta má rozměry 5,20 x 11,70 m a je umístěna na dvou okrouhlých sloupech.
Čtyřhranná zděná zvonice s jehlancovitou střechou stojí odděleně od kostela a má rozměry 6,90 x 7,20 m. Fasády člení ploché pravoúhlé lizénové rámy, sokl a pásový náznak římsy. Věž byla postavena roku 1799.
Součástí areálu kulturní památky je i barokní zděná stavba márnice z roku 1699, s výrazným štítovým průčelím, omítaná hladkou vápennou omítkou, s valbovou střechou krytou bobrovkami a se zděným štítem na západní straně. Každou ze stěn člení trojice lizénových rámů.

## Vybavení kostela
Hlavní oltář pocházející z pražského kostela svatého Petra na Poříčí je doplněn novodobým obrazem svaté Kateřiny od malíře Jana Umlaufa z Kyšperku o rozměrech 2,30 x 1,60 m. Oltář má barokní šroubovité točité sloupy, po stranách jsou umístěny dřevěné zlacené sochy sv. Petra a sv. Máří Magdaleny o rozměrech 1,0 x 0,70 m. Po stranách oltářního obrazu jsou andělé.
Poboční oltář sv. Jana Nepomuckého má rozměry 1,40 x 0,80 m. Uprostřed je světec s křížem a palmou. Po stranách jsou pilastry, na nich postavy andělů. Nad pilastry jsou obrácené voluty. Na nich jsou andělé, nad oltářem je reliéf Matky Boží Boleslavské z 18. století.
Kazatelna je novodobá z konce 19. století.
Křtitelnice je cínová v podobě kotlíku stojícího na třech nohách s drápy o rozměrech 76 cm s víkem, 54 cm bez víka, šířka 34 cm. Na křtitelnici je nahoře nápis v gotické minuskuli: . Ecce. vox . de. coelis. dicens. tu es filius. meus. dilectus . in quo mihi . complacuit. Dole je český nápis v gotické minuskuli, poskládané z pásek: Tato krzydlnicze . gest . udyelana . skrze . Matyge . Konwarze. Na viku křtitelnice se nalézá nápis v latinské majuskuli: . TATO . KRZTITDLNICE GEST UDIELANA ZA SRPAVY KNIEZE WITA FEIFARA LETHA PANIE 153III.
Zpovědnice z 18. století je dubová, jednoduše vykládaná, nahoře ve štítu IHS, na dvířkách je hvězda v páskovém rámování. Lavice o rozměrech l,35 x 0,80 m umístěné vedle hlavního oltáře jsou vyřezávané z dubového dřeva. Na postranních stranách jsou vyřezány lupeny a velký květ.
Kostelní lavice jsou ve dvou řadách. Jedna řada je s vyřezanými čely o dvou polích s hvězdami pochází z 18. století. Druhá řada má čela malovaná s obrazy evangelistů.
Malé barokní varhany jsou umístěny na kostelní kruchtě.
Obrazy křížové cesty pocházejí z počátku 19. století a mají rozměry l,80 x 1,20 m.
Zvony na věži byly původně tři a z nich se po rekvizicích dochoval pouze jeden:
- Dochovaný zvon staršího původu z roku 1581 byl přelit roku 1724 zvonařem Priqueym v Bitovanech u Chrudimi.
- Zvon o průměru 1,35 m a výšce 0,90 m měl kolem koruny reliéfy: andělé zpívající a hrající na tympany. Pod tím reliéf sv. Trojice. Nápis jest v latinské minuskuli: Vox mea vox vota. Voco vos ad sacra venite. Hec campana fusa est ad honorem Sancti Joannis Nepomuceni patroni Regni Anno 1839. Sub altissimo Pardubicensi Patronatu sua sacra caesarea Regia Apostolica Majestatis Ferdinandi. Tune temporis fuit Frauna curatus dominus Pardubicensis Josephus Stiastni Horzicensis. Vzadu pak stálo: Gegossen von Karl W. Paulin Konigratz.
- Třetí zvon byl z roku 1682.

## Galerie

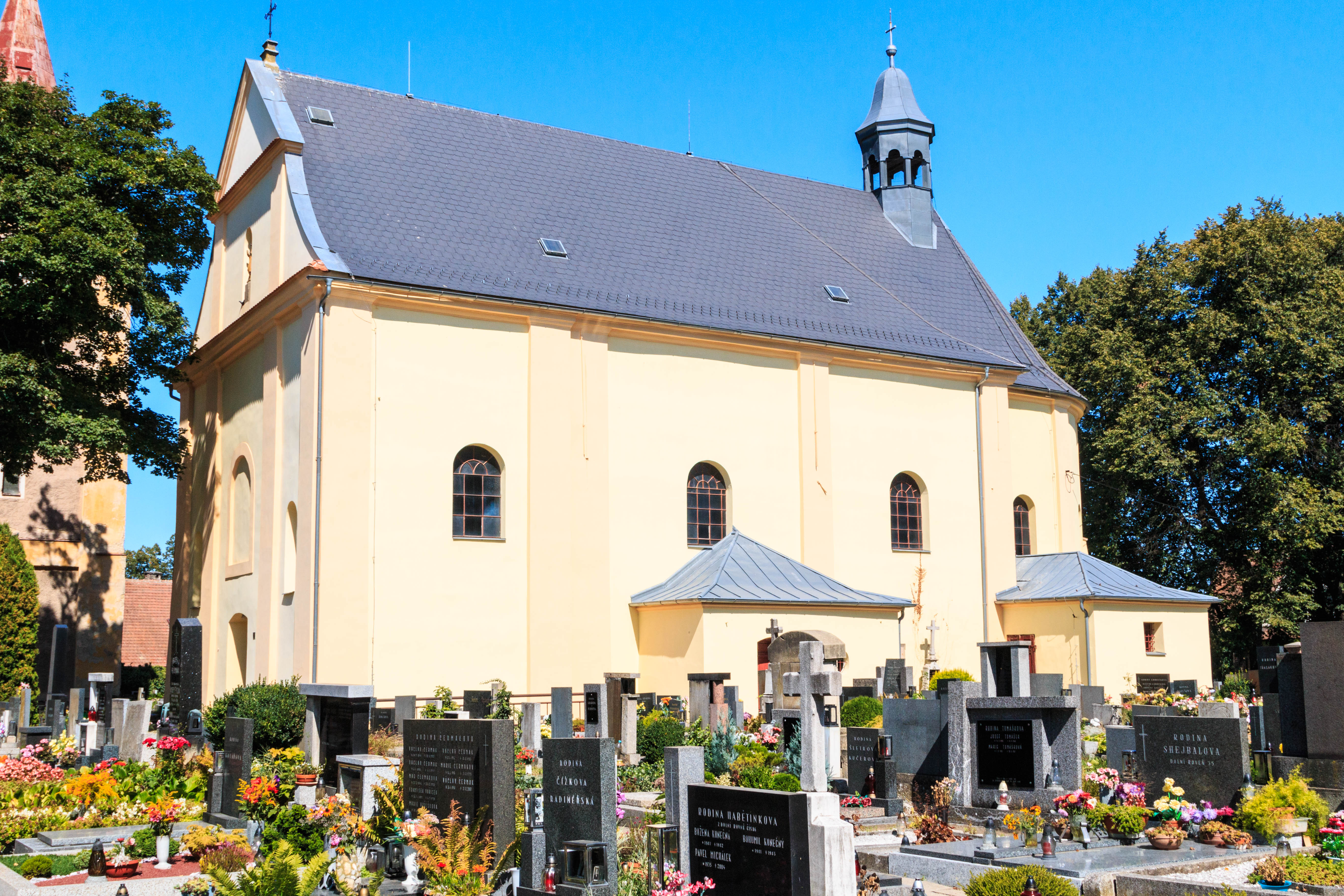
Kostel svaté Kateřiny v Horní Rovni
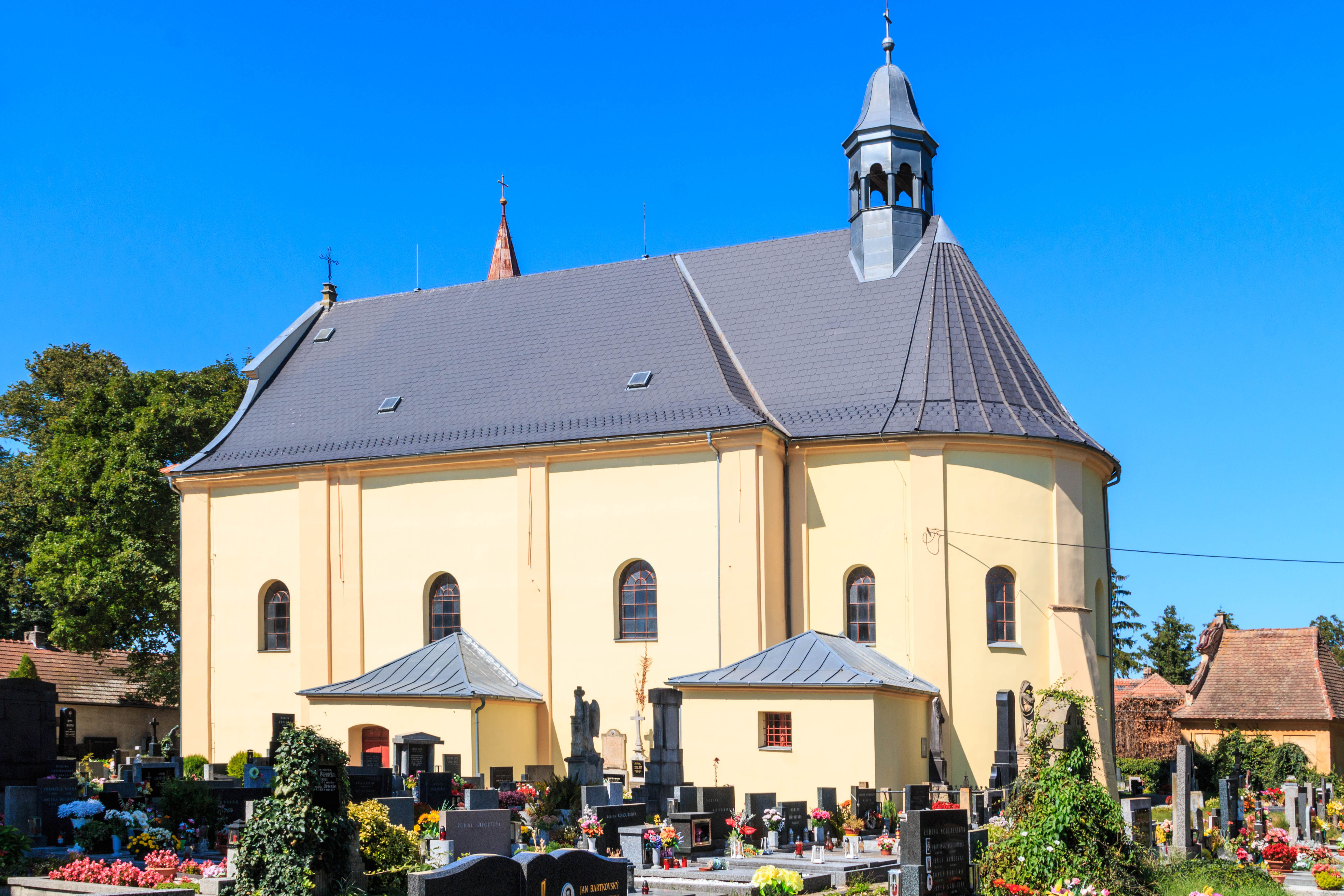
Kostel svaté Kateřiny v Horní Rovni
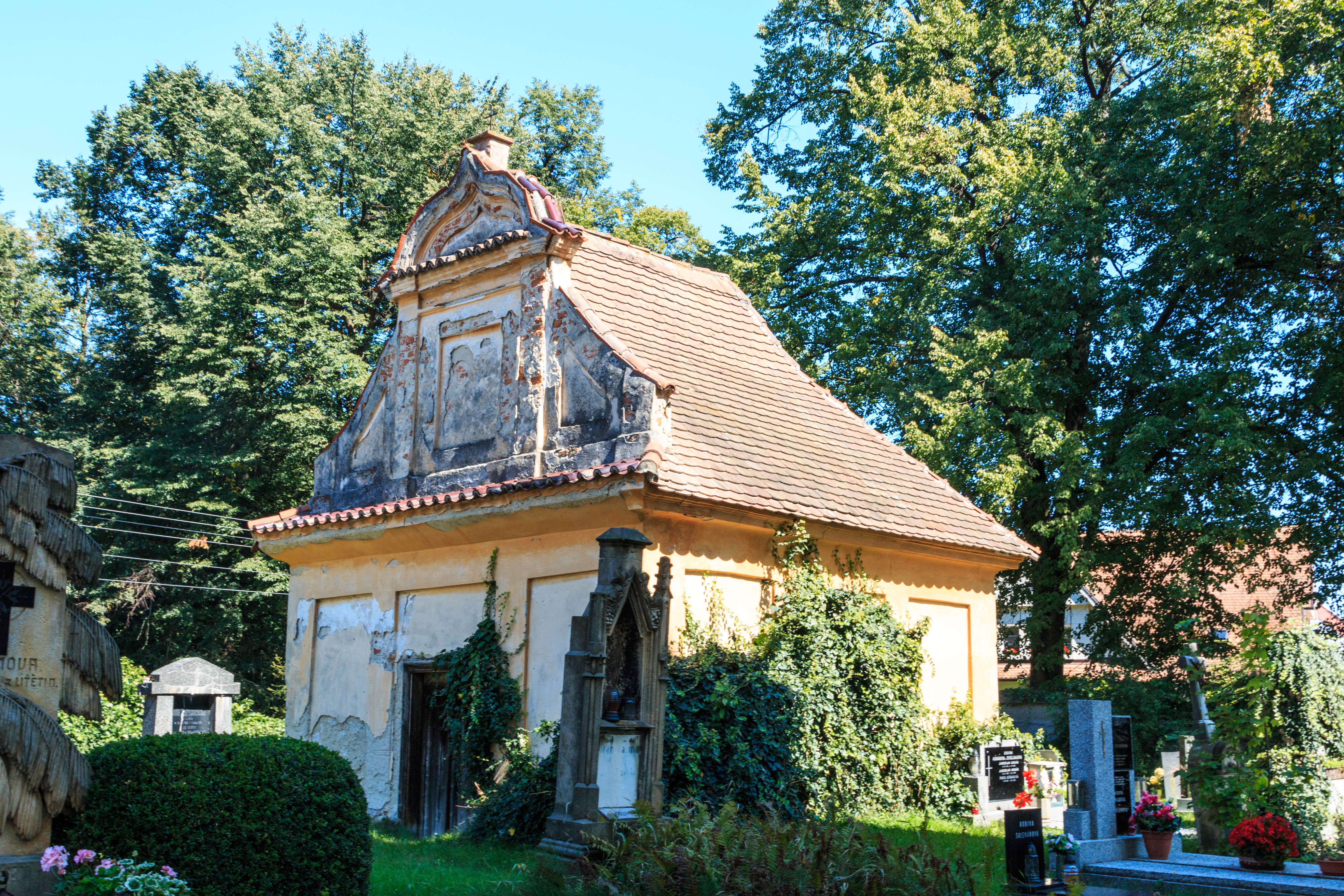
márnice u kostela svaté Kateřiny v Horní Rovni
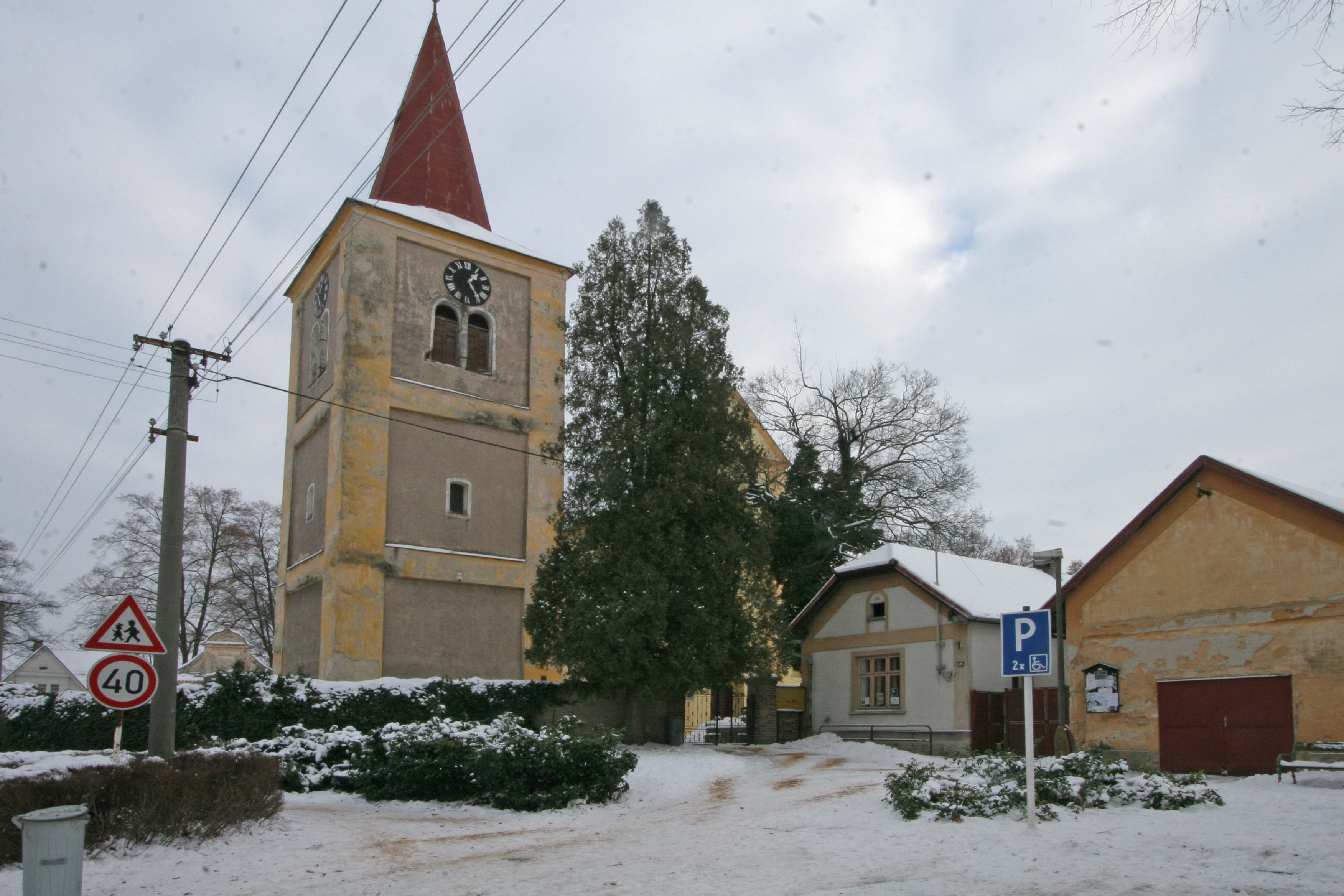
zvonice u kostela svaté Kateřiny v Horní Rovni